# 美國天文學會
美國天文學會（英語：American Astronomical Society，縮寫為AAS）是由美國專業的天文學家和有興趣的個人組成的天文團體，總部設在華盛頓特區。美國天文學會成立的首要目標是要將天文學和其他領域的科學緊密結合，其次是要經由政治上的遊說，讓成員在國會殿堂上發聲，和基層的活動提升天文教育。

## 歷史
美國天文學會在喬治·海爾的努力下創立於1899年，學會章程由喬治·海爾、喬治·康斯托克、愛德華·莫利、西蒙·紐康和愛德華·皮克林撰寫，這些起草人加上另外的4人組成第一屆執行委員會，並由紐康擔任主席，創始的會員有114人。學會最早的名稱是「美國天體物理學會」，之後曾一度稱為「天文和天體物理學會」，到1915年才決定現在所用的名稱。
現在的美國天文學會的會員超過6,500人，並有5個分支部門：
- 行星科學（1968年）
- 動力天文學（1969年）
- 高能天文物理學（1969年）
- 太陽物理學（1969年）
- 天文學史（1980年）

## 分支部門
因為天文學的範圍廣泛，在總章程的規範下，美國天文學會之下還設了幾個分支部門，各自在不同的領域和相關的科學內運作。除了參與總會的會議，個分支也會召開自己的會議。這些分支部門主要的研究除興趣是：
- 行星科學（Division for Planetary Sciences，DPS）：支援行星科學和对太陽系的探索；
- 動力天文學（Division on Dynamical Astronomy，DDA）：支援从太陽系到宇宙學尺度的超星系团，与天文系统的动力学（轨道及演化历史）有关的研究；
- 高能天文物理學（High Energy Astrophysics Division，HEAD）：支援与高能事件、粒子、量子、相對論引力場有关的知识，以及在天体物理上相关联的现象；
- 天文學史（Historical Astronomy Division，HAD）：支援与天文历史有关的课题，以及使用历史上的天文记录来解决现有天文上的问题；
- 太陽物理學（Solar Physics Division，SPD）：支援太阳物理学及其与太阳系和地球相互作用的研究。

## 獎項
美國天文學會和他的分支部門每年都頒發許多知名的獎項，廣為社會大眾所知的有：
- 亨利·諾利斯·羅素講座：天文學界的終身成就獎。
- 牛顿·莱西·皮尔斯天文学奖：天文觀測者的早期卓越成績獎。
- 海伦·B·华纳天文学奖：理論天文學家的早期卓越成績獎。
- 比阿汀斯·莫瑞爾·廷斯利獎（英语：Beatrice M. Tinsley Prize）：對天文學上的創新或創造性的獎勵。
- 約瑟夫·韋伯天文儀器獎（英语：Joseph Weber Award for Astronomical Instrumentation）：對在天文儀器上有重大進展者的獎勵。
- 德尼·海内门天文物理奖（與美國物理協會共同頒授）：對傑出的天文物理學者的獎勵。
- 喬治·范·比斯布羅克獎（英语：George Van Biesbroeck Prize）：天文學界的傑出服務獎。
- 安妮·坎農天文獎（與美國大學婦女聯會合作）：女性天文學家的早期傑出成就獎。

美國天文學會的分支部門也有相似的獎勵項目，包括：
- 傑拉德·柯伊伯獎 (DPS)：在行星科學的終身成就獎。
- 哈罗德·C·尤里奖 (DPS)：在行星科學的早期傑出成就獎。
- 馬瑟斯基獎（英语：Masursky Award） (DPS)：行星科學的傑出服務獎。
- 布勞威爾獎 (美國天文學會)（英语：Brouwer Award (Division on Dynamical Astronomy)） (DDA)：動力天文學的終身成就獎。
- 布魯諾·羅西獎 (HEAD)：近期內對高能天文物理學的重大貢獻獎。
- 勒羅伊·E·道吉特獎（英语：LeRoy E. Doggett Prize） (HAD)：對天文學史工作的獎項。
- 喬治·埃勒里·海爾獎 (SPD)：太陽天文學的終身成就獎。
- 凱倫·哈維獎（英语：Karen Harvey Prize） (SPD)：天文學的早期傑出成就獎。

美國天文學會也處理一些提供研究經費和跨國的獎助計畫，任何一位在美國工作的天文學家都有申請獲得資助的機會。

## 外部連結
- 美國天文學會網站 （页面存档备份，存于）（包含分支機構的網站）